# اچ‌ام‌اس وارسپایت (اس۱۰۳)
اچ‌ام‌اس وارسپایت (اس۱۰۳) (به انگلیسی: HMS Warspite (S103)) یک زیردریایی بود که طول آن ۲۸۵ فوت (۸۷ متر) بود. این زیردریایی در سال ۱۹۶۵ ساخته شد.